# Manglobe
Manglobe Inc. (株式会社マングローブ Kabushiki-gaisha Mangurōbu?) fue un estudio de animación japonés y empresa de producción. Se formó el 7 de febrero de 2002 por los productores de Sunrise Shinichirō Kobayashi y Takashi Kochiyama. En septiembre de 2015 se declaró en bancarrota.

## Trabajos
| Nombre                                        | Tipo                          | Año       |
| --------------------------------------------- | ----------------------------- | --------- |
| Trip Trek                                     | Original Net Anime            | 2003      |
| Samurai Champloo                              | Anime                         | 2004-2005 |
| Sengoku BASARA                                | Videojuego, parte de película | 2005      |
| Ergo Proxy                                    | Anime                         | 2006      |
| Michiko to Hatchin                            | Anime Original                | 2008-2009 |
| Seiken no Blacksmith                          | Anime                         | 2009      |
| Sarai-ya Goyou                                | Anime                         | 2010      |
| Dante's Inferno: An Animated Epic             | Original Animation DVD        | 2010      |
| Kami nomi zo Shiru Sekai                      | Anime                         | 2010      |
| Kami nomi zo Shiru Sekai 2                    | Anime                         | 2011      |
| Deadman Wonderland                            | Anime                         | 2011      |
| Mashiroiro Symphony                           | Anime                         | 2011      |
| Hayate no Gotoku!: Heaven is a Place on Earth | Película                      | 2011      |
| Hayate no Gotoku! Can't Take my Eyes Off You  | Anime                         | 2012      |
| Hayate no Gotoku! Cuties                      | Anime                         | 2013      |
| Zettai Karen Children: The Unlimited          | Anime                         | 2013      |
| Kami nomi zo Shiru Sekai 3                    | Anime                         | 2013      |
| Karneval                                      | Anime                         | 2013      |
| Samurai Flamenco                              | Anime                         | 2013      |
| Gangsta (manga y anime)                       | Anime                         | 2015      |